# Ястребовка (Калузька область)
Ястребовка (рос. Ястребовка) — присілок в Ферзиковському районі Калузької області Російської Федерації.
Населення становить 337 осіб. Входить до складу муніципального утворення Присілок Ястребовка.

## Історія
Від 2004 року входить до складу муніципального утворення Присілок Ястребовка

## Населення
| 2002 | 2010 | 2011 |
| ---- | ---- | ---- |
| 288  | ↗294 | ↗337 |